# Omloop Het Nieuwsblad 2020
L'Omloop Het Nieuwsblad 2020, settantacinquesima edizione della corsa e valevole come quarta prova dell'UCI World Tour 2020 categoria 1.UWT, si svolse il 29 febbraio 2020 su un percorso di 200 km, con partenza da Gand e arrivo a Ninove, in Belgio. La vittoria fu appannaggio del belga Jasper Stuyven, il quale completò il percorso in 5h03'24", alla media di 39,551 km/h, precedendo il connazionale Yves Lampaert e il danese Søren Kragh Andersen.
Sul traguardo di Ninove 69 ciclisti, su 168 partiti da Gand, portarono a termine la competizione.

## Squadre e corridori partecipanti
| N.      | Cod. | Squadra                    |
| ------- | ---- | -------------------------- |
| 1-7     | DQT  | Deceuninck-Quick-Step      |
| 11-17   | TFS  | Trek-Segafredo             |
| 21-27   | LTS  | Lotto Soudal               |
| 31-37   | CCC  | CCC Team                   |
| 41-47   | ALM  | AG2R La Mondiale           |
| 51-57   | EF1  | EF Pro Cycling             |
| 61-67   | AST  | Astana Pro Team            |
| 71-77   | TBM  | Bahrain-McLaren            |
| 81-87   | BOH  | Bora-Hansgrohe             |
| 91-97   | COF  | Cofidis, Solutions Crédits |
| 101-107 | GFC  | Groupama-FDJ               |
| 111-117 | ISN  | Israel Start-Up Nation     |
| 121-127 | MTS  | Mitchelton-Scott           |

| N.      | Cod. | Squadra                    |
| ------- | ---- | -------------------------- |
| 131-137 | MOV  | Movistar Team              |
| 141-147 | INS  | Team Ineos                 |
| 151-157 | TJV  | Team Jumbo-Visma           |
| 161-167 | NTT  | NTT Pro Cycling Team       |
| 171-177 | SUN  | Team Sunweb                |
| 181-187 | UAD  | UAE Team Emirates          |
| 191-197 | AFC  | Alpecin-Fenix              |
| 201-207 | WVA  | Bingoal-Wallonie Bruxelles |
| 211-217 | CWG  | Circus-Wanty Gobert        |
| 221-227 | SVB  | Sport Vlaanderen-Baloise   |
| 231-237 | ARK  | Team Arkéa-Samsic          |
| 241-247 | TDE  | Total Direct Énergie       |

## Ordine d'arrivo (Top 10)
| Pos. | Corridore         | Squadra    | Tempo    |
| ---- | ----------------- | ---------- | -------- |
| 1    | Jasper Stuyven    | Trek       | 5h03'24" |
| 2    | Yves Lampaert     | Deceuninck | s.t.     |
| 3    | Søren K. Andersen | Sunweb     | a 6"     |
| 4    | Matteo Trentin    | CCC        | a 39"    |
| 5    | Tim Declercq      | Deceuninck | a 1'28"  |
| 6    | Mike Teunissen    | Jumbo      | s.t.     |
| 7    | Oliver Naesen     | AG2R       | s.t.     |
| 8    | Philippe Gilbert  | Deceuninck | s.t.     |
| 9    | Stefan Küng       | Groupama   | s.t.     |
| 10   | Florian Sénéchal  | Deceuninck | s.t.     |